# اندری نیکیتیوک
اندری نیکیتیوک (اوکراینی: Андрій Олександрович Никитюк؛ زادهٔ ۱۶ اوت ۱۹۹۴) بازیکن فوتبال اهل اوکراین است.